# Heliodoros-Säule

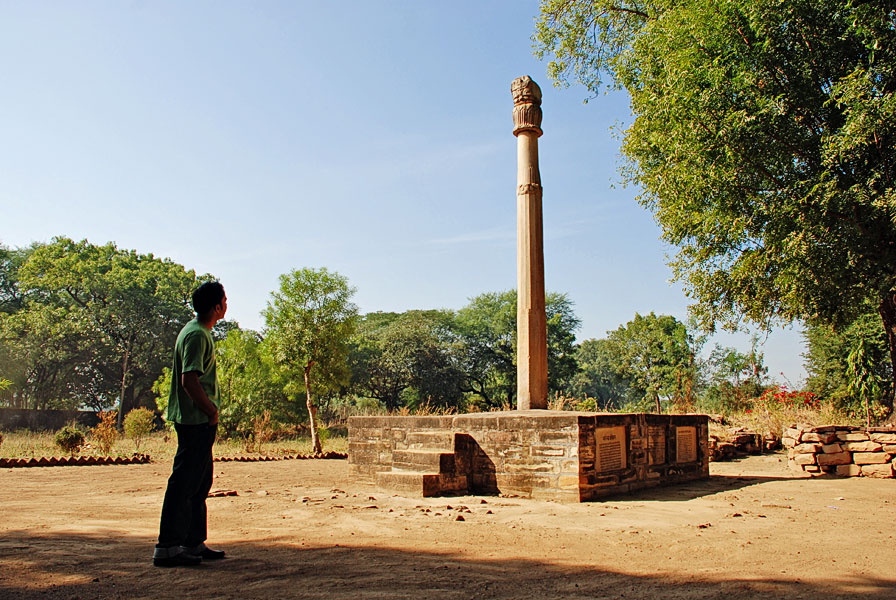
Heliodoros-Säule

Die Säule des Heliodoros bei Vidisha/Sanchi im Herzen des indischen Bundesstaates Madhya Pradesh wurde um 100 v. Chr. von Heliodoros gestiftet. Dieser stammte vermutlich aus Taxila und war Gesandter des indo-griechischen Königs Antialkidas am Hof des Shunga-Herrschers Bhagabhadra.

## Entdeckung

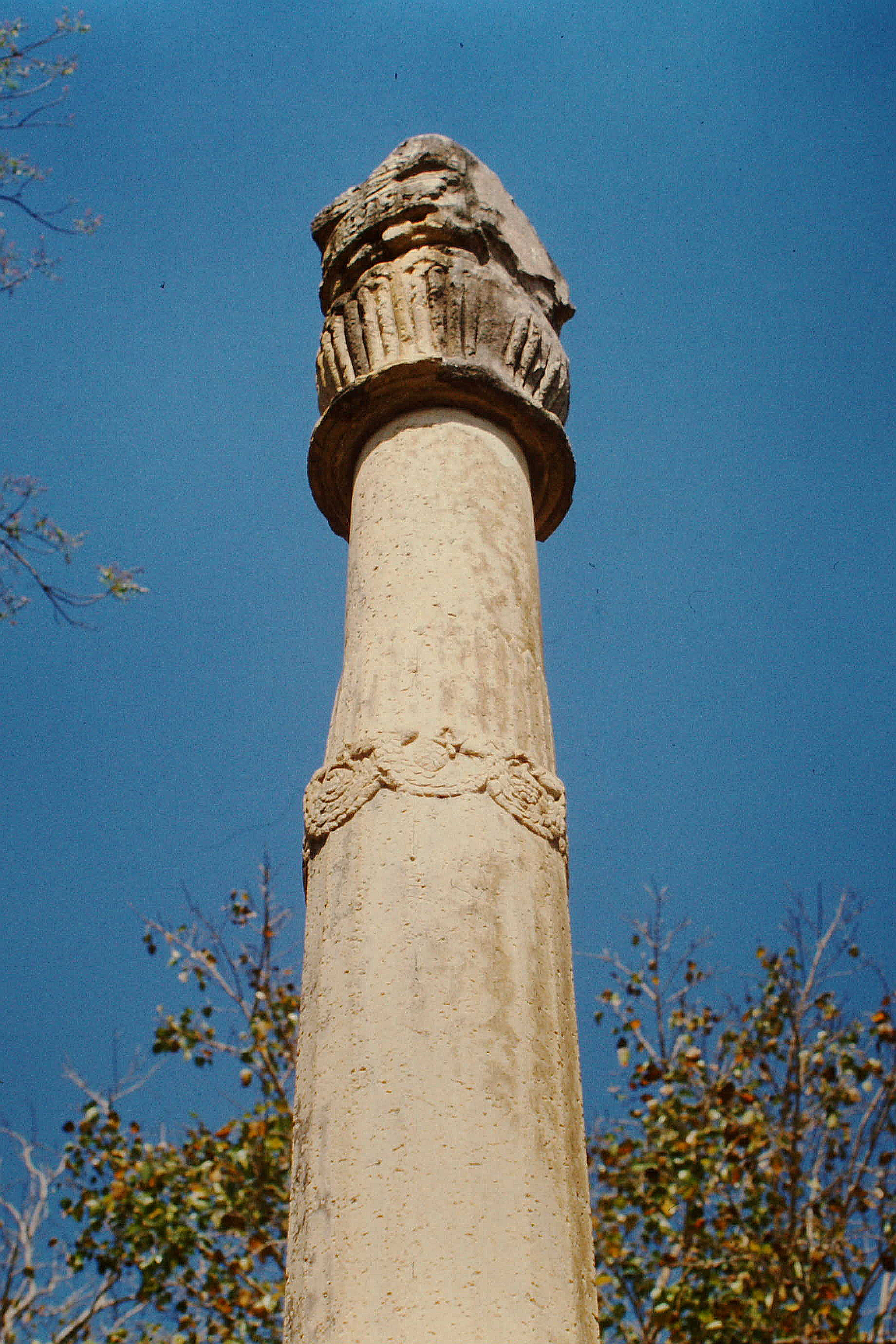
Mittlerer und oberer Teil des Schafts mit Kannelüren, Girlanden und Kapitell

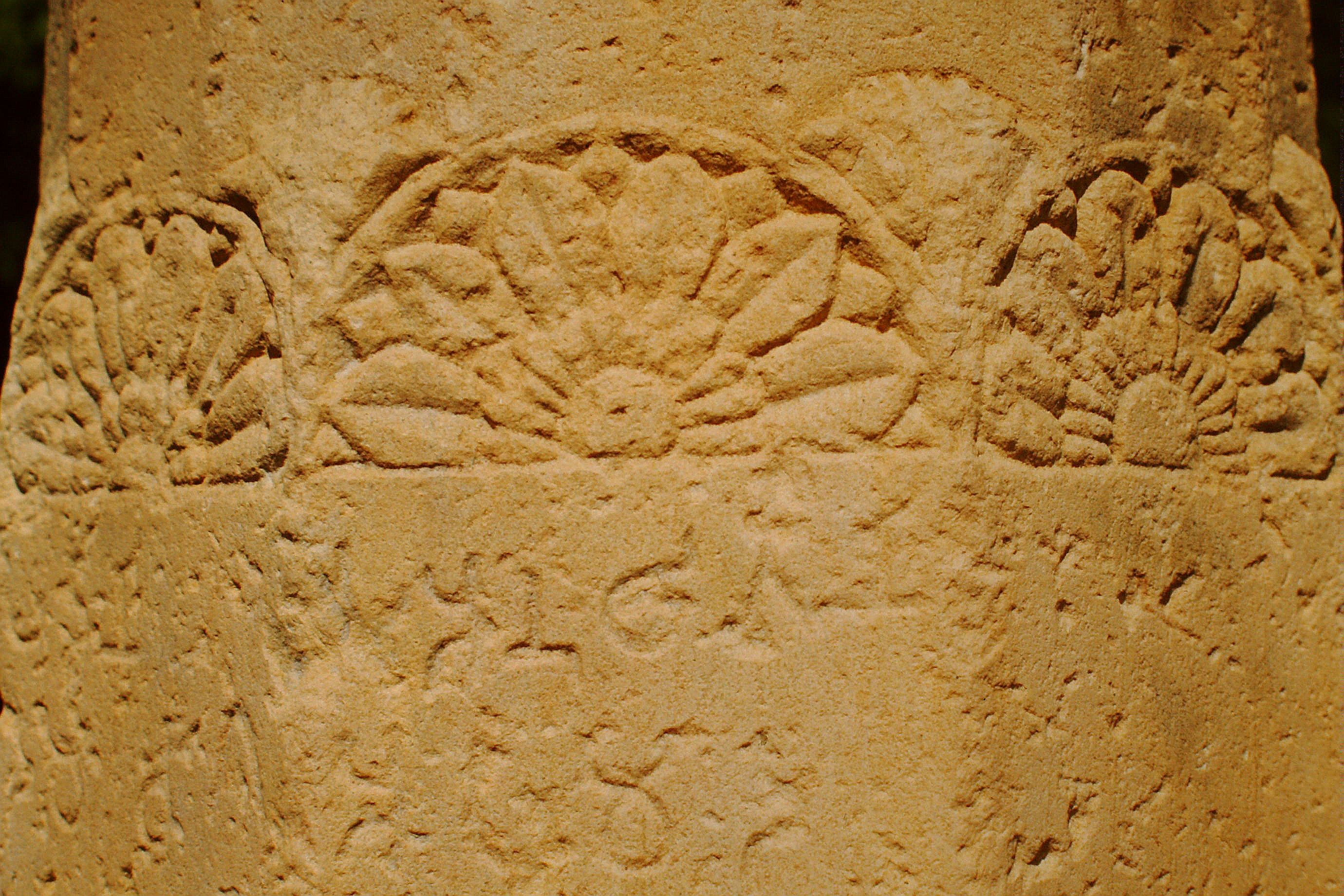
Fächerrosetten und Teil der Inschrift

Die Säule wurde im Jahre 1877 von Alexander Cunningham, dem Begründer des Archaeological Survey of India, entdeckt. Da sie von einer roten Schmutzschicht bedeckt war, datierte sie der Forscher in die Gupta-Zeit (4./5. Jahrhundert n. Chr.). Erst die Entfernung der Schmutzschicht durch John Hubert Marshall zu Beginn des 20. Jahrhunderts machte die beiden Inschriften sichtbar, deren Übersetzung in der Fachwelt als Sensation aufgefasst wurde. Im Jahre 1955 legte der indische Archäologe M. D. Khare die Grundmauern eines ehemaligen Tempelkomplexes in der unmittelbaren Umgebung der Säule frei.

## Beschreibung
Der etwa 4,80 Meter hohe monolithische Säulenschaft ist in drei – sich nach oben verjüngende – Teilabschnitte gegliedert; die Übergänge sind optisch von Fächerrosetten und kleinen Lotosblumen sowie von Girlanden getrennt. Über einem abschließenden Schaftring erhebt sich ein etwa 1,20 Meter hohes Kapitell, das mit einer stilisierten hängenden Lotosblüte nach unten abschließt.
Die beiden Inschriften befinden sich auf drei Feldern des unteren – oktogonalen – Teils des Schaftes; darüber leiten acht Fächerrosetten über zum kannelierten Mittelteil der Säule. Das Kapitell trug einst – wie die erste Inschrift andeutet – eine Statue von Garuda. Die Säule stand möglicherweise vor einem – nicht mehr erhalten – hölzernen(?) Tempel des Vasudeva (gemeint ist höchstwahrscheinlich Krishna), dem das Monument geweiht ist.

## Inschriften

### Stiftungs-Inschrift
Originaltext (7 Zeilen in Brahmi)1) Devadevasa Va[sude]vasa Garudadhvajo ayam

2) karito i[a] Heliodorena bhaga-

3) vatena Diyasa putrena Takhasilakena

4) Yonadatena agatena maharajasa

5) Amtalikitasa upa[m]ta samkasam-rano

6) Kasiput[r]asa [Bh]agabhadrasa tratarasa

7) vasena [chatu]dasena rajena vadhamanasa

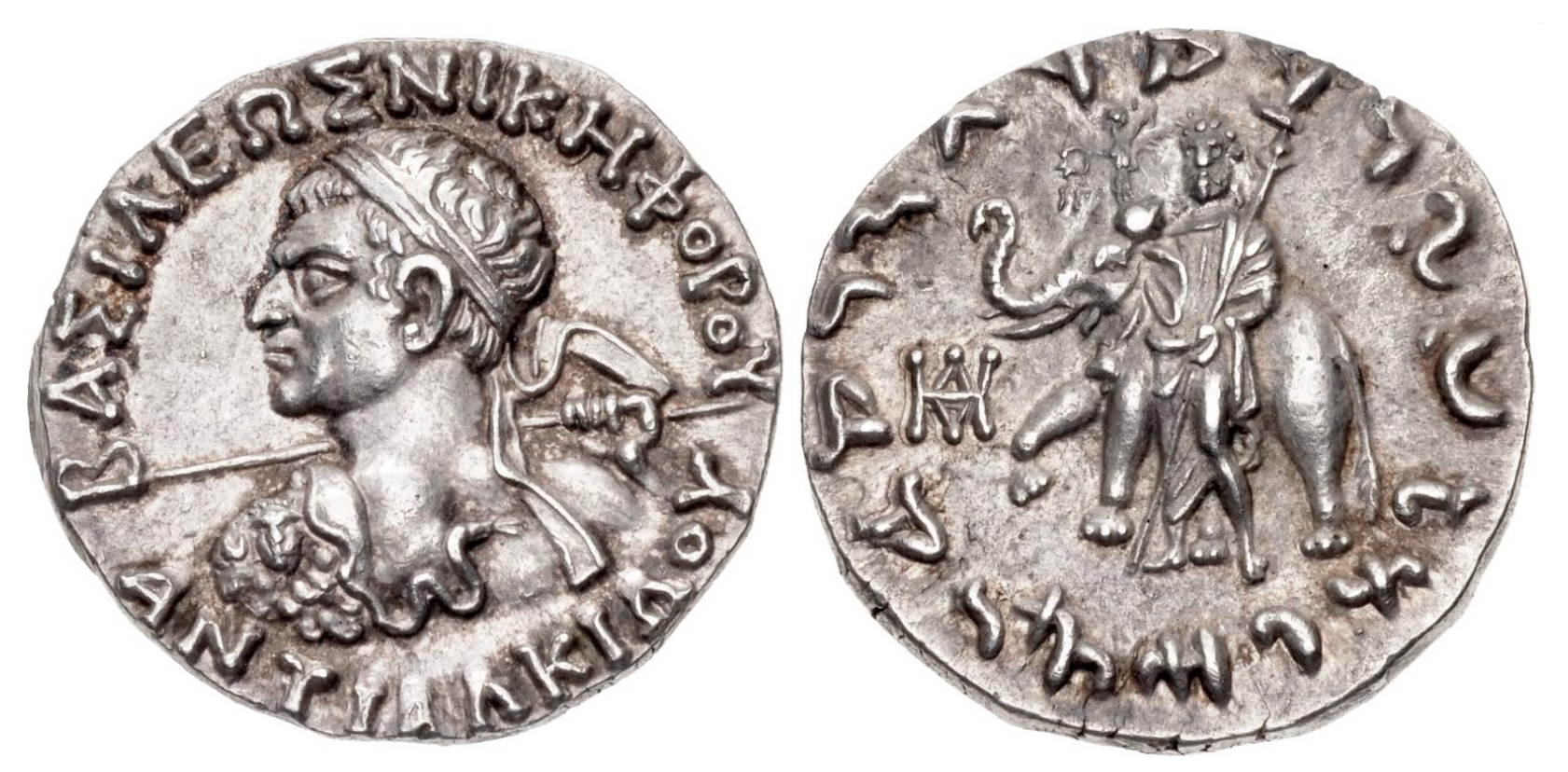
Münze des Antialkidas – das Stirnband (Königsbinde) und das Reiten auf einem Elefanten sind Zeichen seiner Königswürde.

Freie Übersetzung„Diese Garuda-Säule zu Ehren Vasudevas, dem Gott der Götter, wurde errichtet von Heliodorus, der dem Bhagavata-Pfad der Hingabe folgte, dem Sohn Dions und der Einwohner Taxilas; er kam als Gesandter des griechischen Königs Antialkidas zu König Kasiputra Bhagabhadra, dem Retter, im 14. Jahr seines mit Wohlstand gesegneten Königtums.“
BemerkungenVasudeva war eine verbreitete volkstümliche Bezeichnung für den Hindu-Gott Krishna. Die Inschrift kann somit als Bekehrungsdokument eines Griechen zu Krishna oder zum frühen Vishnuismus gedeutet werden; dieser war wahrscheinlich philosophisch gebildet und bereits in Taxila (seiner Heimatstadt?) mit dem Hinduismus in Berührung gekommenen. Damit ist die Säule das älteste bekannte Dokument, das die Konversion von Abendländern zu indischen Religionen belegt. Es muss allerdings angenommen werden, dass solche Glaubensübertritte bereits früher stattgefunden haben, vermutlich war sogar Antialkidas ein Anhänger des hinduistischen Glaubens.

### Glaubens-Inschrift
Originaltext (2 Zeilen)1) Trini amutapadani-[su] anuthitani

2) nayamti svaga damo chago apramado
Freie Übersetzung„Drei unsterbliche (ewige) Gebote (Schritte) ... wenn praktiziert, führen zum Himmel: Selbstkontrolle, Wohltätigkeit und Bewusstsein.“

## Umgebung
In der näheren Umgebung befinden sich die hinduistischen Höhlentempel von Udayagiri und die buddhistische Kultstätte von Sanchi.